# Thanatus rubicellus
Thanatus rubicellus là một loài nhện trong họ Philodromidae.
Loài này thuộc chi Thanatus. Thanatus rubicellus được Cândido Firmino de Mello-Leitão miêu tả năm 1929.